# Torneo Preolímpico Sudamericano de 1976
El Torneo Preolímpico Sudamericano de 1976 se realizó entre el 21 de enero y el 1 de febrero de 1976, en la ciudad brasileña de Recife.
En el torneo tomaron parte 6 selecciones afiliadas a la Conmebol, de las cuales consiguieron la clasificación Brasil y Uruguay, que participarían en los Juegos Olímpicos de Montreal 1976. Sin embargo, Uruguay declinó su participación.
La totalidad de los partidos se jugaron en el Estádio José do Rego Maciel (popularmente ou Colosso do Arruda).

## Árbitros
- Roberto Barreiro
- Arnaldo Cézar Coelho
- Juan Silvagno Cavanna
- Guillermo Velásquez Ramírez
- Jorge Narváez
- César Orozco
- José Luis Martínez Bazán

## Participantes
| Equipos participantes | Equipos participantes | Equipos participantes |
| --------------------- | --------------------- | --------------------- |
| Argentina             | Brasil                | Chile                 |
| Colombia              | Perú                  | Uruguay               |

## Sedes
| Recife            |
| ----------------- |
| Estadio de Arruda |
| Capacidad: 60 044 |
|                   |

## Resultados

### Clasificación
| Equipo    | PJ | PG | PE | PP | GF | GC | Dif | PTS |
| --------- | -- | -- | -- | -- | -- | -- | --- | --- |
| Brasil    | 5  | 4  | 1  | 0  | 12 | 2  | +10 | 9   |
| Uruguay   | 5  | 2  | 3  | 0  | 9  | 4  | +5  | 7   |
| Argentina | 5  | 2  | 1  | 2  | 7  | 8  | -1  | 5   |
| Colombia  | 5  | 1  | 2  | 2  | 5  | 9  | -4  | 4   |
| Chile     | 5  | 1  | 1  | 3  | 5  | 7  | -2  | 3   |
| Perú      | 5  | 1  | 0  | 4  | 3  | 11 | -8  | 2   |

### Partidos
| 21 de enero de 1976, 21:00 | Brasil   | 1:1 (1:1) | Uruguay      | Estadio de Arruda, Recife                                |                                                          |
|                            | Adão 13' |           | Italiano 44' | Asistencia: 12.926 espectadores Árbitro(s): César Orozco | Asistencia: 12.926 espectadores Árbitro(s): César Orozco |

| 22 de enero de 1976, 19:15 | Perú        | 1:0 (1:0) | Colombia | Estadio de Arruda, Recife |                           |
|                            | Montero 31' |           |          | Árbitro(s): Jorge Narváez | Árbitro(s): Jorge Narváez |

| 22 de enero de 1976, 21:15 | Argentina               | 2:1 (0:1) | Chile      | Estadio de Arruda, Recife        |                                  |
|                            | Montes 55' · Correa 89' |           | Zurita 22' | Árbitro(s): Arnaldo Cézar Coelho | Árbitro(s): Arnaldo Cézar Coelho |

| 24 de enero de 1976, 21:00 | Argentina                            | 3:1 (2:1) | Perú       | Estadio de Arruda, Recife                                         |                                                                   |
|                            | Alfaro 30' · Montes 39' · Costas 59' |           | García 28' | Asistencia: 500 espectadores Árbitro(s): José Luis Martínez Bazán | Asistencia: 500 espectadores Árbitro(s): José Luis Martínez Bazán |

| 25 de enero de 1976, 15:30 | Chile        | 1:1 (0:0) | Uruguay     | Estadio de Arruda, Recife    |                              |
|                            | Sanhueza 68' |           | Olivera 89' | Árbitro(s): Roberto Barreiro | Árbitro(s): Roberto Barreiro |

| 25 de enero de 1976, 17:30 | Brasil                                          | 4:0 (3:0) | Colombia | Estadio de Arruda, Recife                                        |                                                                  |
|                            | Martins 4', 63' · Adão 11' (pen.) · Leguelé 19' |           |          | Asistencia: 6.758 espectadores Árbitro(s): Juan Silvagno Cavanna | Asistencia: 6.758 espectadores Árbitro(s): Juan Silvagno Cavanna |

| 27 de enero de 1976, 19:00 | Uruguay                         | 3:0 (3:0) | Perú | Estadio de Arruda, Recife        |                                  |
|                            | Olivera 7' · Rodríguez 15', 29' |           |      | Árbitro(s): Arnaldo Cézar Coelho | Árbitro(s): Arnaldo Cézar Coelho |

| 27 de enero de 1976, 21:00 | Brasil                 | 2:1 (1:0) | Chile        | Estadio de Arruda, Recife                                              |                                                                        |
|                            | Martins 34' · Adão 57' |           | Orellana 73' | Asistencia: 6.096 espectadores Árbitro(s): Guillermo Velásquez Ramírez | Asistencia: 6.096 espectadores Árbitro(s): Guillermo Velásquez Ramírez |

| 28 de enero de 1976, 21:00 | Argentina               | 2:2 (0:1) | Colombia                  | Estadio de Arruda, Recife                                         |                                                                   |
|                            | Costas 52' · Alfaro 57' |           | Pachón 38' · Vilarete 55' | Asistencia: 25.000 espectadores Árbitro(s): Juan Silvagno Cavanna | Asistencia: 25.000 espectadores Árbitro(s): Juan Silvagno Cavanna |

| 29 de enero de 1976, 21:00 | Brasil                                     | 3:0 (2:0) | Perú | Estadio de Arruda, Recife                                           |                                                                     |
|                            | Leguelé 18' · Martins 38' · dos Santos 72' |           |      | Asistencia: 4.048 espectadores Árbitro(s): José Luis Martínez Bazán | Asistencia: 4.048 espectadores Árbitro(s): José Luis Martínez Bazán |

| 30 de enero de 1976, 19:00 | Colombia     | 1:0 (1:0) | Chile | Estadio de Arruda, Recife |                           |
|                            | Vilarete 41' |           |       | Árbitro(s): Jorge Narváez | Árbitro(s): Jorge Narváez |

| 30 de enero de 1976, 21:00 | Uruguay                | 2:0 (2:0) | Argentina | Estadio de Arruda, Recife                             |                                                       |
|                            | Ortíz 4' · Olivera 17' |           |           | Asistencia: 620 espectadores Árbitro(s): César Orozco | Asistencia: 620 espectadores Árbitro(s): César Orozco |

| 1 de febrero de 1976, 15:30 | Colombia                    | 2:2 (1:1) | Uruguay                 | Estadio de Arruda, Recife |                          |
|                             | Vilarete 32' · Monsalve 68' |           | Pedetti 20' · Ortíz 48' | Árbitro(s): César Orozco  | Árbitro(s): César Orozco |

| 1 de febrero de 1976, 17:30 | Chile                      | 2:1 (2:0) | Perú         | Estadio de Arruda, Recife    |                              |
|                             | Sanhueza 9' · Quintana 22' |           | Cañamero 83' | Árbitro(s): Roberto Barreiro | Árbitro(s): Roberto Barreiro |

| 1 de febrero de 1976, 19:30 | Brasil                | 2:0 (1:0) | Argentina | Estadio de Arruda, Recife               |                                         |
|                             | Adão 1' · Martins 66' |           |           | Árbitro(s): Guillermo Velásquez Ramírez | Árbitro(s): Guillermo Velásquez Ramírez |

## Clasificados
| Bandera de Brasil   |
| Brasil              |
| Campeón 3.er título |